# João da Silva Barrozo

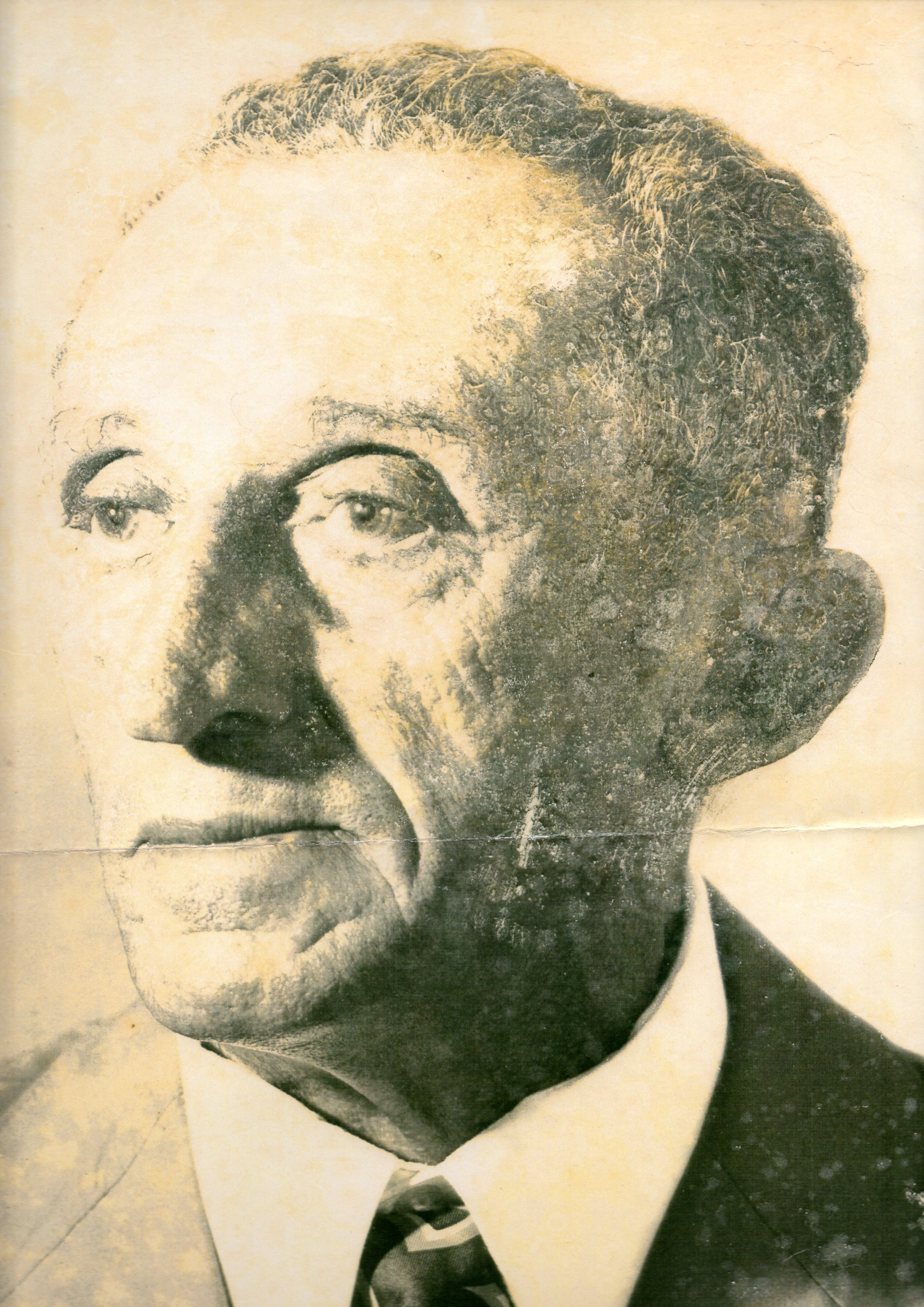
Retrato de João da Silva Barrozo

João da Silva Barrozo (Carrapicho, Neópolis, 4 de março de 1904 — Santana do São Francisco, 20 de junho de 1977), foi um proprietário rural, político, atuante na região do Baixo São Francisco, no estado de Sergipe, Brasil.

## Vida
João da Silva Barrozo nasceu em 4 de março de 1904 no povoado de Carrapicho, então parte do município de Neópolis, atualmente pertencente a Santana do São Francisco. Descendente de uma tradicional família da região, tornou-se um dos mais influentes proprietários de terras do local, atuando na política e na administração de suas propriedades rurais. Casou-se com Virgínia Guimarães, com quem teve quatro filhos: Gabriel, Gilson, Antônio (conhecido como "Tonho Padre") e Joanita Guimarães Barrozo. Além dos filhos de seu casamento, foi pai de Juracy Barroso, fruto de uma relação extraconjugal.  

## Política
João da Silva Barrozo exerceu significativa influência política na região do Baixo São Francisco, filiando-se à Aliança Renovadora Nacional (ARENA) na década de 1960 e desempenhando um papel ativo na articulação política local. 
Foi Vereador por várias legislaturas e chegou ao ocupar o cargo de Vice-Prefeito de Neópolis de 1973 a 1976.

## Legado
João da Silva Barrozo faleceu em 20 de junho de 1977, aos 73 anos. Seu falecimento marcou o fim de sua influência direta na região, mas sua família segue presente no município, preservando parte das terras herdadas e contribuindo para a história local.Possui uma escola que leva seu nome, localizada no Povoado Brejo da Conceição.

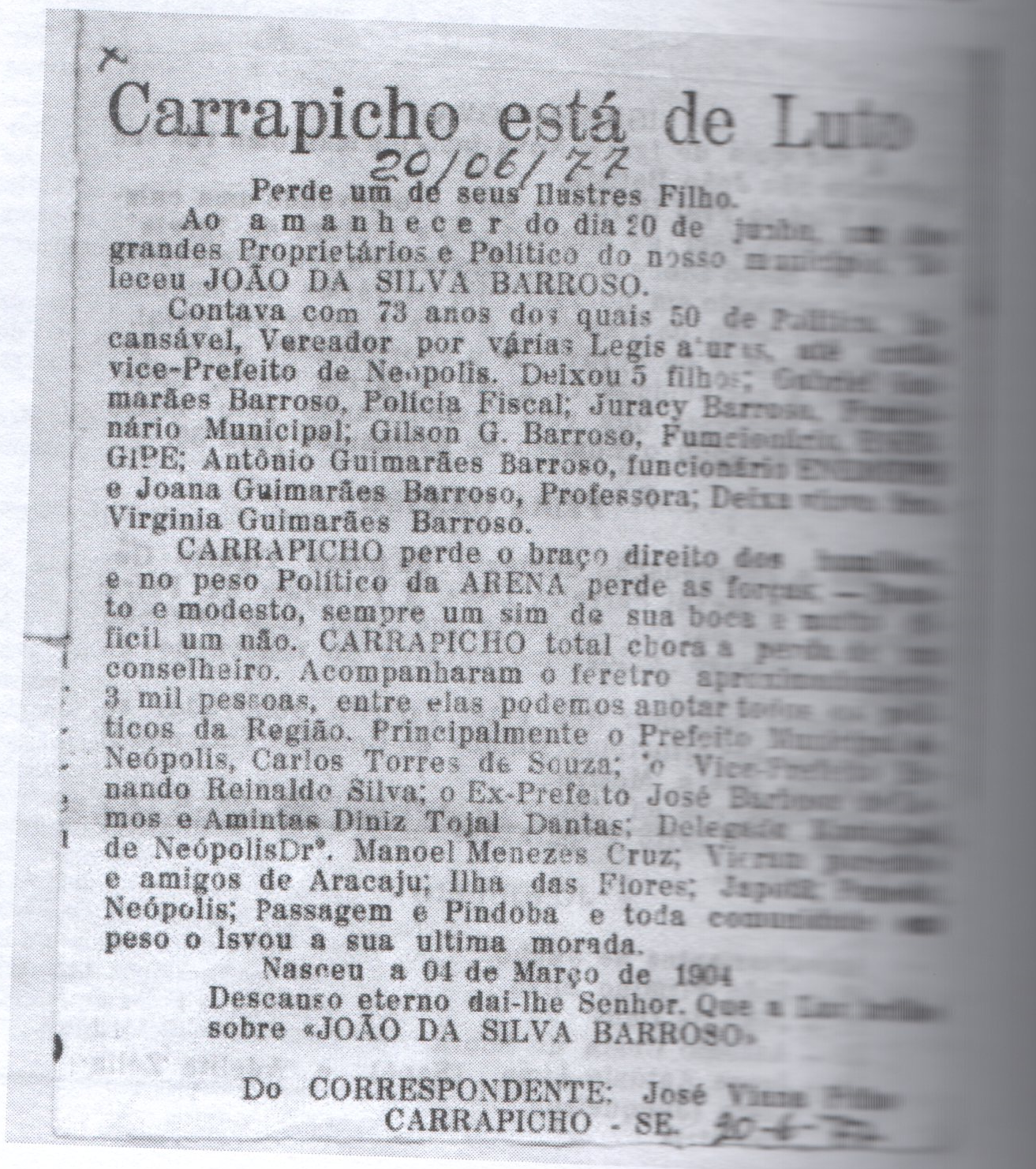
Nota de Falecimento de João Barrozo